# James Haygood
James Haygood est un monteur américain.

## Biographie
James Haygood a rencontré David Fincher au milieu des années 1980 et a fait le montage de plusieurs clips et publicités réalisés par Fincher. Il a ensuite collaboré avec le réalisateur sur les longs métrages The Game, Fight Club et Panic Room.

## Filmographie
- 1997 : The Game de David Fincher
- 1999 : Fight Club de David Fincher
- 2002 : Panic Room de David Fincher
- 2006 : The Alibi de Matt Checkowski et Kurt Mattila,
- 2006 : The Astronaut Farmer de Michael Polish
- 2009 : Max et les Maximonstres (Where The Wild Things Are) de Spike Jonze
- 2010 : Tron : L'Héritage (Tron: Legacy) de Joseph Kosinski
- 2013 : Lone Ranger, naissance d'un héros (The Lone Ranger) de Gore Verbinski